# Сухайми, Ибрагим
Ибрагим Сухайми (англ. Ibrahim Suhaimi, род. 3 октября 1979) — малайзийский хоккеист (хоккей на траве), полевой игрок. Участник летних Олимпийских игр 2000 года.

## Биография
Ибрагим Сухайми родился 3 октября 1979 года.
В 1998 году в составе сборной Малайзии завоевал серебряную медаль хоккейного турнира Игр Содружества в Куала-Лумпуре.
В 2000 году вошёл в состав сборной Малайзии по хоккею на траве на летних Олимпийских играх в Сиднее, занявшей 11-е место. Играл в поле, провёл 7 матчей, забил 2 мяча в ворота сборной Пакистана.